# نور الدين بكر
نور الدين بكر (11 فبراير 1952 - 2 سبتمبر 2022)، هو ممثل كوميدي مغربي. شارك في عدة أفلام ومسلسلات مغربية، ويُعدّ من الرعيل الأول في الساحة الكوميدية المغربية.

## حياته
ولد نور الدين بكر في الدار البيضاء لعائلة أمازيغية سوسية، فنشأ وترعرع بشارع الفداء بحي درب السلطان بالبيضاء، دخل عالم التمثيل في سن مبكر وسنه لايتعدى عشر سنوات، ازداد ولعه بالفن نتيجة تواجد بيت أسرته بجانب سينما الكواكب، فكانت بدايته الفنية بشكل رسمي عام 1967 في مسرح الهواة حيث تتلمذ على يد شيوخ المسرح المغربي أمثال الفنان الراحل عبد العظيم الشناوي والطيب الصديقي.
سطع نجم نور الدين بكر الفني خلال فترة التسعينات مع فرقة مسرح الحي التي قدم معها أفضل المسرحيات التي لاقت نجاحا ساحقا نجحت في عودة الجماهير إلى المسارح وأُعتبرت من كلاسيكيات المسرح المغربي من بينها مسرحيات (شارب عقلو، العقل والسبورة، حسي مسي، شرح ملح، حب وتبن وغيرها.
انتقل نور الدين بكر إلى السينما والتلفزيون حيث قدم العديد من الأعمال الفنية منها فيلم الزفت، فيلم عباس أو جحا لم يمت، مسلسل سرب الحمام، مسلسل السراب، مسلسل المصابون، مسلسل مقطوع من شجرة بالإضافة إلى سلاسل فكاهية وغيرها من الأعمال التلفزيونية والسينمائية الناجحة.

## وفاته
توفي صباح يوم الجمعة 2 سبتمبر 2022، عن عمر ناهز 70 سنة، بعد صراع طويل مع المرض.

## من أعماله
| سنة الإصدار | اسم العمل                 | النوع         |
| ----------- | ------------------------- | ------------- |
| 1982        | "حلاق درب الفقراء"        | فيلم          |
| 1984        | "الزفت"                   | فيلم          |
| 1986        | "فيلم عباس أو جحا لم يمت" | فيلم          |
| 1998        | "السراب"                  | مسلسل         |
| 1998        | "شرح ملح"                 | مسرحية        |
| 1998        | "حب وتبن"                 | مسرحية        |
| 1998        | سرب الحمام                | مسلسل         |
| 1999        | "المصابون"                | مسلسل         |
| 2001        | "الهاربان"                | سيت كوم       |
| 2003        | "عنداك أ ميلود"           | سيت كوم       |
| 2012        | "هكذا أريد"               | فيلم          |
| 2014        | "طالع هابط"               | سيت كوم       |
| 2015        | مقطوع من شجرة             | مسلسل         |
| 2015        | سطاجير                    | فيلم          |
| 2015        | غرام وانتقام              | فيلم          |
| 2016        | حبائل العنكبوت            | فيلم          |
| 2017        | "ساكن ومسكون"             | مسلسل         |
| 2017        | "عمي"                     | فيلم تلفزيوني |
| 2018        | "سطاجير"                  | فيلم تلفزيوني |
| 2019        | "براكاج بالمغربية"        | فيلم تلفزيوني |
| 2020        | "الكونجي"                 | فيلم تلفزيوني |

## روابط خارجية
- نور الدين بكر على موقع IMDb (الإنجليزية)
- نور الدين بكر على موقع قاعدة بيانات الأفلام العربية